# Cefixima
Cefixima  es el nombre de un antibiótico del grupo de las cefalosporinas de tercera generación, indicado en el tratamiento de la gonorrea, amigdalitis, y faringitis. Por lo general se administra en dosis de 400 mg diarias. La dosis recomendada en adultos es de 400 mg (1 cápsula de Cefixima 400 mg o 2 cápsulas de Cefixima 200 mg) al día como única dosis por vía oral, o dividido en dos tomas iguales de 200 mg (1 cápsula de Cefixima 200 mg) cada 12 horas. El medicamento debe tomarse siempre a la misma hora del día preferiblemente dividida en dos tomas diarias por 5 a 7 días.